# Casa Juan de Anza
La casa Juan de Anza es una casa histórica de adobe ubicada en San Juan Bautista (California), Estados Unidos. Construida alrededor de 1830, esta edificación es un ejemplo bien conservado de construcción residencial del período de la Alta California. Fue declarado Hito Histórico Nacional en 1970.
Según los mandatos y las leyes de la denominada Ley de Sitios Históricos del 21 de agosto de 1935, esta edificación posee un valor excepcional que ejemplifica la historia de los Estados Unidos.

## Historia
Probablemente fue construida alrededor de 1835, durante el período en que California era parte de México, y después de la exclaustración de la Misión San Juan Bautista. Sus métodos de construcción son claramente anteriores a los desarrollos de fines de la década de 1830, cuando los métodos estadounidenses de construcción de estructuras comenzaron a fusionarse con el estilo de adobe vernáculo mexicano.
En la década de 1870, Francisco Bravo adaptó el edificio para uso comercial como cantina, y desde entonces se ha utilizado generalmente con fines comerciales.

## Descripción
Está ubicada en el centro de San Juan Bautista, en la esquina suroeste de las calles Franklin y Third. Es una estructura de adobe de un solo piso, construida con postes de madera colocados verticalmente y adobe, con acabados exteriores e interiores de yeso de cal.
Está cubierto por un tejado a dos aguas de pendiente baja con tejas de madera de secoya, que se extiende a través de una terraza abierta a lo ancho de la edificación, sostenida por simples postes cuadrados de madera. Tiene cuatro bahías en el frente, tres de las cuales están ocupadas por puertas o ventanas de altura completa. Una adición de estructura de madera se extiende por todo el ancho de la parte trasera, cubierta por un techo de cobertizo. El interior tiene cinco habitaciones, algunas de las cuales tienen pisos de madera de secoya del siglo XIX.